# Сашастра Сіма Бал
Сашастра Сіма Бал (Sashastra Seema Bal, SSB), укр. Збройні прикордонні сили — індійська прикордонна служба, яка охороняє кордони Індії з Непалом і Бутаном.
Це одна зі служб центральних збройних поліцейських сил (CAPF), підпорядкована МВС.

## Функції
Служба була створена у 1963 році після індо-китайської війни, спочатку під назвою «Бюро спеціальної служби» англ. Special Service Bureau, SSB). У той час роль Бюро полягала у тому, щоб прищепити почуття національної приналежності у прикордонного населення та допомогти йому розвинути здатність до опору. Для цього застосовувався безперервний процес мотивації, навчання, розвитку і програм соціального забезпечення. Початковою сферою діяльності були Північний Ассам, Північна Бенгалія, гористі регіони Уттар-Прадеш, Гімачал-Прадеш і Ладакх. Пізніше програму було розширено на Маніпур, Трипуру і Джамму в 1965 році; Мегхалаю в 1975; Сіккім у 1976; прикордонні райони Раджастану і Гуджарату в 1988; Нагаленд у 1989, долину Нубра, Раджурі та округ Пунч в Джамму і Кашмірі в 1991.
Іншим завданням служби було забезпечення збройної підтримки відділу зовнішньої розвідки Розвідувального бюро. Також передбачалася протидія можливому нападу з боку КНР — у разі ймовірної окупації китайськими військами індійських територій співробітники Бюро мали змішатися з прикордонним населенням і вести партизанські дії проти окупантів.
У 2001 році відповідно до рекомендацій групи міністрів щодо реформування системи національної безпеки за принципом «один кордон — одна служба» після Каргільського конфлікту, службу було оголошено силами охорони індо-непальського кордону. Спочатку вона охороняла кордон з Непалом загальною довжиною 1751 км у штатах Уттаракханд, Уттар-Прадеш, Біхар, Західна Бенгалія і Сіккім. У березні 2004 року SSB було доручено охороняти також 699-кілометровий Індо-бутанський кордон у штатах Сіккім, Західна Бенгалія, Ассам і Аруначал-Прадеш. Службу передали під контроль МВС, змінили назву на теперішню і повністю переглянули призначення. Сучасні її функції полягають у запобіганні транскордонній злочинності та контрабанді, а також іншій антинаціональній діяльності в межах 15-кілометрового поясу уздовж вищеназваних кордонів.
SSB також бере участь в операціях по боротьбі з повстанцями в Джамму і Кашмірі та в операціях по боротьбі з наксалітами в Джаркханді, Біхарі та Чхаттісгарху і виконує обов'язки внутрішньої безпеки, такі як безпека виборів і охорона правопорядку в різних частинах Індії.
У 2014 році уряд Індії дозволив SSB наймати жінок на бойові посади, і ця служба стала першим прикордонним підрозділом, який вирішив формувати жіночі батальйони. Станом на 2023 рік в SSB служили 3449 жінок, з них 40 офіцерів.